# La Nuit des tournesols
Pour plus de détails, voir Fiche technique et Distribution.
La Nuit des tournesols (La noche de los girasoles) est un film hispano-franco-portugais réalisé par Jorge Sánchez-Cabezudo en 2006 et sorti en 2008.

## Synopsis
Les premières images : un champ de tournesols au crépuscule. Un homme sort furtivement de la plantation, monte dans sa voiture, démarre et s'éloigne. On le voit plus tard, étendu sur son lit dans une chambre de motel : il parle au téléphone avec sa femme, approuve mollement ses décisions domestiques, tout en regardant à la télévision les nouvelles régionales : une jeune fille a été retrouvée dans un champ de tournesols « à Cerredo, près de Santa-Cruz-de-Mira », elle a été tuée après avoir été violée. La télévision montre la jeune morte sur un brancard, et ses parents accablés de douleur…
Deux semaines plus tard, l'homme roule sur une petite route de la meseta du centre de l’Espagne. Une jeune fille marche sur le bord du chemin. L’homme s’arrête, lui offre « de la déposer au village voisin ». Elle hésite. À ce moment survient un jeune homme dans une fourgonnette : il vient de se disputer avec la jeune fille (c’est sa novia), il lui ordonne de monter en voiture avec lui. Elle cède, rejoint son fiancé. Peu après, au bar du village voisin l’homme à la Citroën finit de déjeuner, quand le jeune homme l’aborde, pour « le remercier d’avoir cherché à dépanner sa fiancée », et lui demande avec insistance ce qu’il fait par ici. L’homme répond qu’il est représentant, qu’il vend des aspirateurs industriels. Le jeune homme prend la carte routière du représentant et lui pointe « Navarriba, un village où ils ont besoin d’aspirateurs, car il y a plein de poussière à cause d’une carrière ». Le représentant remercie, tout en assurant qu’ « il n’ira probablement pas là-bas, c’est trop loin de sa route… ».
On le voit ensuite, au volant de sa voiture au museau de requin, sur la route étroite conduisant à Navarriba. Il découvre le paysage en contrebas : un petit village perdu dans la nature. Il y a bien une immense carrière, mais elle est abandonnée depuis longtemps… L'homme jure de dépit, et va cependant rôder en voiture dans le village désert. Il voit alors Gabi, une jeune métisse aux cheveux courts, en short et chemisette, sortir d’une maison et monter dans un vieux 4x4. Il la suit en voiture. Elle s’éloigne du village, s’engage dans la forêt, s’arrête, descend de voiture, s’assoit au pied d’un pin sylvestre, feuillette un carnet. Il la rejoint, l’aborde, se lance sur elle, la jette à terre, la frappe, lui arrache son short et cherche à la violer.

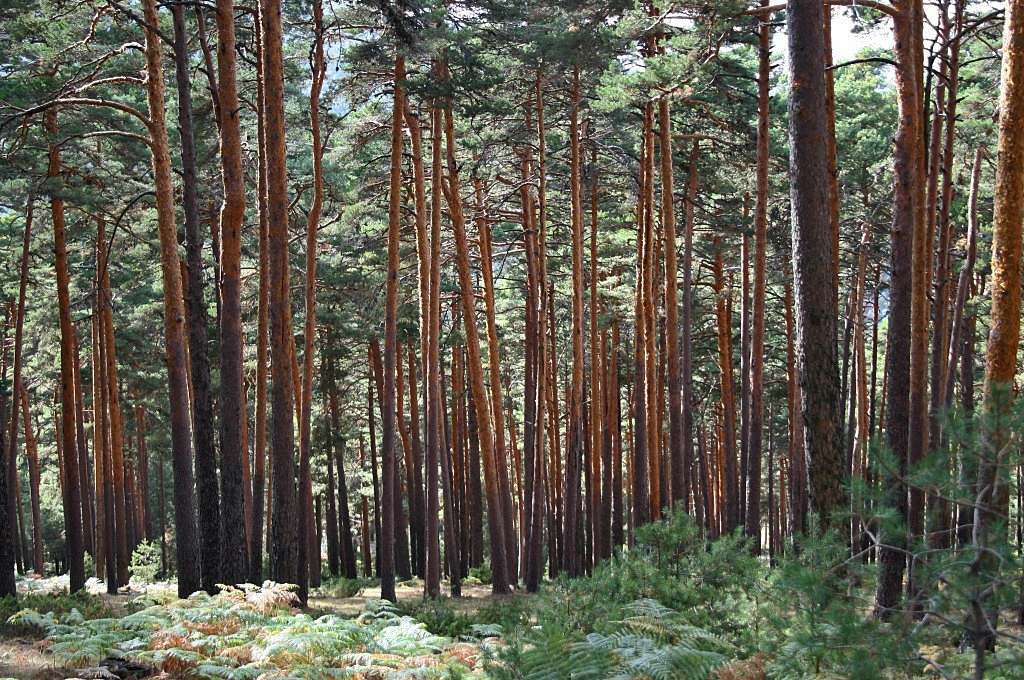
Bois de pins sylvestres sur les pentes de la Sierra de Guadarrama

Mais les amis de la jeune femme (Esteban, le compagnon de Gabi, et son ami Pedro) arrivent sur les lieux, et font fuir le criminel avant qu'il ait pu arriver à ses fins. Alors qu’ils reviennent tous trois au village dans le 4x4, ils dépassent un homme qui marche seul sur la route. Choquée, dans un état second, Gabi croit reconnaître l’homme qui l’a agressée. Esteban et Pedro attaquent l’homme. En fait, ce n’est pas le criminel, mais Cecilio, un paysan du bourg voisin, qui se réfugie dans sa ferme, charge son fusil de chasse, tire sur les étrangers qui l’ont agressé sans raison. Les deux jeunes hommes finissent par tuer Cecilio. Gabi se rend compte alors que le paysan n’était pas l’homme qui l’a agressée.

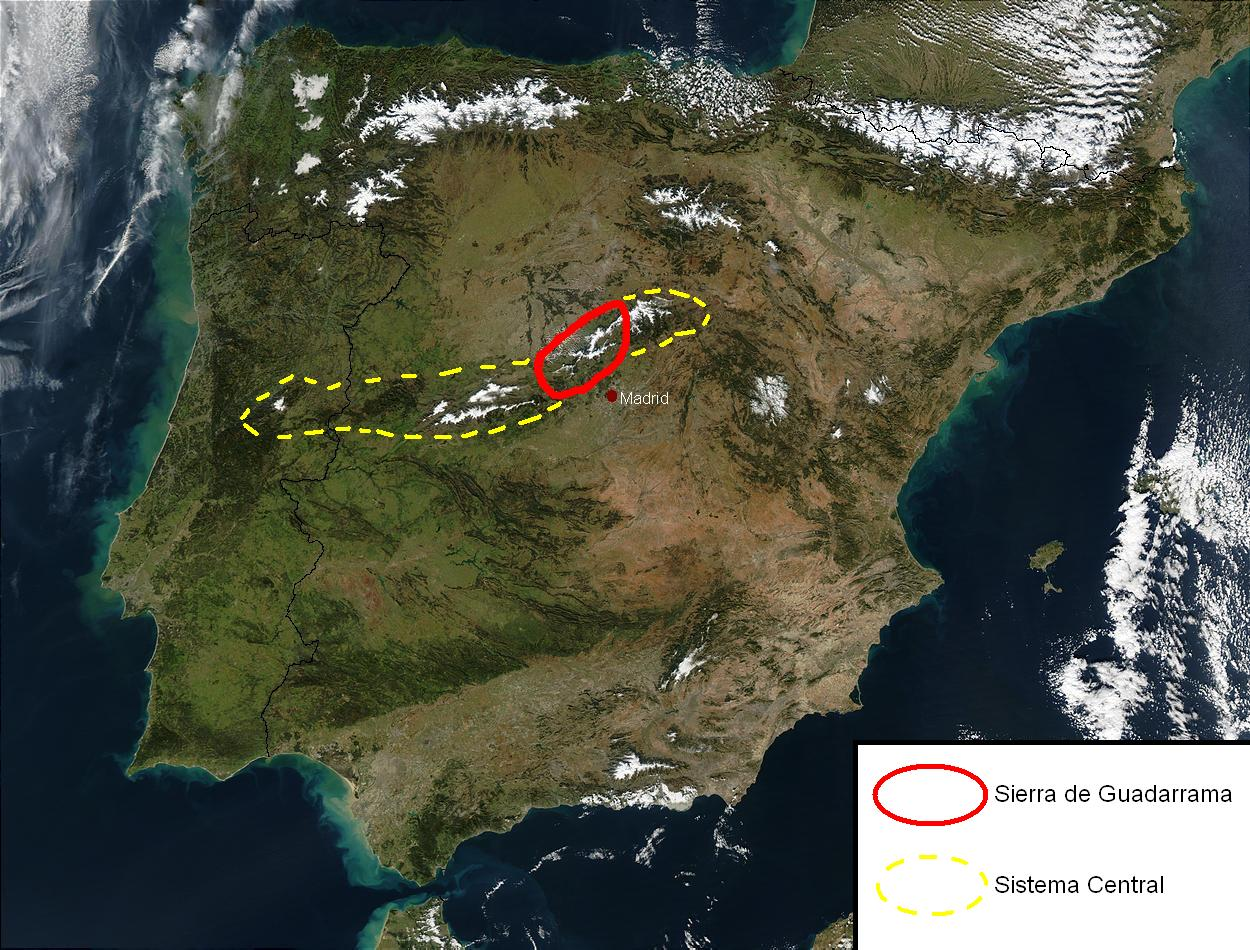
La Sierra de Guadarrama sépare la région de Madrid du sud de la Castille-et-Leon

Les trois jeunes sont des citadins, venus pour le week-end dans le petit village isolé : Gabi est libraire, Esteban est professeur, et Pedro photographe. Les deux hommes pratiquent la spéléologie, et ont été appelés par les villageois : une grotte a été récemment découverte aux alentours, les habitants espèrent qu’elle pourra attirer les touristes, et ils ont hébergé de leur mieux les trois jeunes.
Cependant le village et sa campagne ne sont léthargiques qu'en apparence :
- Le maire rêve de voir la grotte devenir un second Altamira, et samedi soir, dès leur arrivée, il montre aux spéléologues l'entrée de la grotte. On voit en contrebas un vieux bourg délabré : «Une fois réhabilité, dit le maire, ne serait-ce pas un endroit idéal pour le tourisme vert ? »…
- En fait, dans le bourg abandonné, deux maisons attenantes sont encore habitées par deux vieux paysans. Mais on est loin de l'ambiance de La soupe aux choux : comme dans un roman méditerranéen de Jean Giono ou de Marcel Pagnol, les deux voisins se haïssent tenacement. L’un est cultivateur, l’autre chevrier; l’un bouche les canaux d’irrigation, l’autre tend des pièges à loup dans le maquis sur le passage des chèvres. Le chevrier parle aux morts du cimetière, ses anciens parents et amis, mais il revend les vieilles tuiles de leurs maisons croulantes, et le cultivateur cherche à l’en empêcher. Le soir, le cultivateur met en route son générateur et écoute (potentiomètre du tourne-disque à fond) des disques de Antonio Machin, ce qui fait pester le chevrier : lui, il garde ses chèvres avec en bandoulière un poste à transistors allumé en permanence…
- Au village, les intrigues, les rancœurs et les frustrations couvent : Béni, le seul jeune du village (sa mère explique comment, après la mort de son mari, elle a choisi de rester au village avec son fils…) ronge son frein en s'occupant de l’entretien de la voirie – les ancianos assis au café autour de leurs jeux de cartes regardent fixement Gabi quand elle vient boire une bière : une métisse, seule et en shorts, dans un estaminet de l'Espagne profonde... - Rosa, la femme du maire, couche avec Tomas, un jeune  guardia civil (gendarme), marié depuis peu avec la fille d’Amadeo, son brigadier ; Rosa domine son amant, le manipule et, sûre de son emprise sur lui, le met au défi de rompre...

Après l'explosion de violence importée par des citadins dans ce monde rural apparemment endormi, dans l'obscurité de la nuit du samedi au dimanche, les trois jeunes affolés donneraient n'importe quoi pour que rien ne soit arrivé...

## Fiche technique
- Titre : La Nuit des tournesols
- Titre original : La noche de los girasoles
- Réalisation : Jorge Sánchez-Cabezudo
- Scénario : Jorge Sánchez-Cabezudo
- Musique : Krishna Levy
- Photographie : Ángel Iguácel
- Montage : Pedro Ribeiro
- Production : Enrique González Macho
- Société de production : Alta Films, Backup Media, The Film, Arte France Cinéma, Fado Filmes et Stopline Films
- Société de distribution : ID Distribution (France)
- Pays :  Espagne,  France et  Portugal
- Genre : policier, drame et thriller
- Durée : 123 minutes
- Dates de sortie : 
  - Espagne : 25 août 2006
  - France : 25 juillet 2007

## Distribution
- Carmelo Gómez : Esteban
- Judith Diakhate : Gabi
- Celso Bugallo : Amadeo
- Manuel Moron : le représentant en aspirateurs

## L'œuvre
1. Le début du film est rendu assez déroutant par les flashbacks et par l'explosion de violence qui culmine (après avoir accumulé un viol-assassinat, une tentative de viol et un homicide) dans la première demi-heure de projection. Le spectateur peut même se demander s’il n’est pas en train de voir un remake espagnol d’un mauvais film «gore» et être tenté de quitter la salle, mais le tour plus hitchcockien de la 2e partie, ainsi que la qualité de l’interprétation et du jeu des acteurs[3] le retiennent. La division du film en 6 volets annoncés par un titre concis et parfois ironique ("L'homme du motel"; "Les autorités compétentes"...) aide à structurer le récit et atténue l'effet des flashbacks. Sànchez-Cabezudo dit[4] avoir été influencé lors de la création de son film, non seulement par les classiques du théâtre français qu'il a étudiés dans sa jeunesse (il a fait ses études dans un lycée français), mais aussi par De sang-froid de Truman Capote, Paul Auster, et les films Rashomon et Les Chiens de paille. Par ailleurs, dit-il, il a étudié le roman Tremendiste (mouvement littéraire espagnol), ce qui lui donne une connaissance particulière et une empathie avec le monde rural espagnol brutalement réveillé et frappé de plein fouet par l'européanisation du pays.
2. Ses qualités
  - Le scénario de cette « comédie noire, absurde et rurale »[5] écrit (et, dit-il, longuement ruminé) par Jorge Sànchez-Cabezudo lui-même. Ce scénario fait intervenir la fatalité (maîtresse des faits divers, elle entrecroise brièvement les destinées d'un violeur-assassin et d'un trio de jeunes, tous quatre venus de la ville, et les fait diverger après qu'ils eurent déchainé la violence dans un village perdu en pleine campagne); il analyse au passage les conséquences de l'exode rural sur les relations entre individus soumis à fois à la solitude et à la promiscuité forcée; il utilise dans la narration un ton qui mélange le grave et le dérisoire, le même ton que celui de Francisco de Goya dans les Caprices ; il termine (volontairement ?) le film sur un accord boiteux, la note fausse d’un consensus.
  - La description de la violence physique : "grâce à la qualité de sa direction et au jeu des acteurs, Sànchez-Cabezudo arrive à réveiller en nous (qui sommes comme anesthésiés par la vision quotidienne de violences sur nos écrans) l'horreur de la violence et du meurtre"[6]. Saluons en particulier le jeu de Manuel Moron (le représentant en aspirateurs) : ce petit bonhomme[7] (anodin quand il est « au repos »), d’abord incongru et ridicule en pantalon sombre et chemise blanche (il se coiffe même d'une casquette verte avant de se lancer) dans le paysage agreste, est soudain possédé d’une frénésie génésique et meurtrière terrifiante, qui plonge le spectateur dans l’horreur et lui rappelle qu’il est au pays de Goya[8]… Quant à Cecilio, le vieux paysan certes atrabilaire et misanthrope mais innocent, l’injustice du sort qui s’abat sur lui, son acharnement à survivre et la longueur de son agonie révulsent le spectateur.
  - La violence psychologique qui règne à bas bruit dans le monde clos du village est aussi très bien décrite. Et elle peut être intimement mêlée au sexe, dans un rapport dominant-dominé : ainsi la fille du brigadier cherche à tout prix à garder son mari, qui la trompe avec la femme du maire, et qui en fait ne pense qu'à tout quitter. Les amants sont d'ailleurs malheureux, comme le traduit bien Sànchez-Cabezudo et ses acteurs lors de la scène du coït conflictuel : Tomas s’interrompt au prétexte que le téléphone sonne, affirme que « ça ne peut pas continuer comme ça… » et se rhabille, et Rosa, nue sur le lit, le défie de reprendre sa liberté[9]
  - le regard nouveau sur la Guardia Civil : autre preuve de l'évolution des mentalités dans le cinéma espagnol, la Guardia Civil locale, autrefois sujet tabou, est décrite avec un réalisme bon-enfant : "les autorités compétentes" est le titre d'un des "chapitres" du film... Un civil, le cabo (brigadier) Amadeo a même un rôle essentiel, empreint d’humanité et de finesse, qui évoque celui que tiendrait le constable d'un village britannique. On voit au début du film le lieutenant de gendarmerie partir en vacances avec femme et enfants et confier l'intérim à Amadeo, qui est a six mois de la retraite après des décennies de bons et loyaux services. Cependant, comme le disent entre eux les civiles de permanence au poste : " Ca fait du bien quand le chef s’en va, mais le « caïman »[10] est resté… ".
  - la qualité de la bande son "est remarquable"[11], avec l'utilisation à trois reprises de la chanson « Un compromiso » de Antonio Machin (qui fut un grand succès populaire en Espagne), et qui en particulier à la fin nous rappelle que tous (même le brigadier intègre pris entre son devoir et son affection pour sa fille), doivent faire des compromis…
  - les scènes tournées dans la caverne (dont la découverte est l'un des deux primum movens du film, et qui deviendra à la fin la sépulture d’un des protagonistes) augmentent habilement la tension[12] chez le spectateur, qui ne peut s'empêcher par ailleurs de frémir aussi en pensant qu'il serait bien étonnant que dans les années à venir, une grotte située à moins de 150 km de Madrid ne soit pas un but de sortie pour un club de spéléologues...
  - le cadre austère, la caverne, les forêts et les monts[13] de la Castille-et-Leon jouent aussi admirablement leur rôle, en particulier dans les scènes tournées à San Bartolomé de Béjar (province de Salamanque), Cabezuelo, Villafranca de la Sierra, et Becedar, près d’Avila - par opposition aux quelques vues de rues anonymes de la périphérie de Madrid (filmées à Alcalà de Henares et Torrejon de Ardoz).

## Critiques
- les blogs de cinéphiles espagnols sont en majorité laudatifs :
  - "Enfin un film espagnol captivant, original, avec de la tension…Un de ces films après lequel tu vois dans le hall les gens qui commentent les détails, donnent leur opinion, avec un grand sourire à la bouche. Un plaisir."[14]
  - "Ca fait plaisir de voir un film espagnol aussi bon. Intense, inquiétant, intelligent..."[15]
  - "Film qui améliore la vision du cinéma espagnol, loin des (suit une appréciation malsonnante sur les œuvres d'un cinéaste espagnol contemporain connu)Nous démontre qu’il y a en Espagne de bons directeurs, et que nous ne devons pas associer le ciné espagnol avec les grossièretés, les mots incongrus et les nus peu esthétiques et sans principes"[16]
- Reproches : les cinéphiles sont aussi lucides dans leurs blogs que les critiques spécialisés dans leurs rubriques :
  - "la seule chose qui te manque est que le film se termine comme il a commencé, tu attends une fin."[17]
  - "le film aurait eu plus de force et d'impact s’il avait été condensé en 90 minutes, mais c’est un léger défaut… "[18]
  - "Mais deux heures (durée du film) c'est beaucoup, et maintenir le niveau du début à la fin est difficile, d’autant plus que, avec tous les ingrédients qu’il a introduit, Sànchez-Cabezudo atteint un niveau émotionnel d’une intensité sidérante trop loin de la fin, ce qui rend la deuxième partie un peu décevante, bien que, certainement, ce soit davantage à cause de l’efficacité brutale de la Ire partie qu’à cause de possibles carences dans la 2e partie."[19]

## Distinctions
- Prix « Sang neuf » au vingt-cinquième et dernier festival du film policier de Cognac.
- Prix du Meilleur Film au Festival de Miami 2007[20]